# Markuspladsen
Markuspladsen (på italiensk: Piazza San Marco) er den bedst kendte plads i Venedig i Italien.
Markuspladsen er 175 meter lang og er 82 meter bred på det bredeste sted. Markuspladsen og Piazzale Roma er de eneste pladser i byen, der betegnes piazza. De andre er campi, idet de ikke oprindeligt har været brolagte. Pladsen er omkranset af mere eller mindre kendte bygninger, hvoraf Markuskirken og Dogepaladset er blandt de mest kendte.
Pladsen ligger kun lidt højere end vandspejlet i Venedigs lagune, og flere gange årligt bliver pladsen oversvømmet ved ekstremt højvande eller stormflod. Enden af pladsen ligger ud til Canal Grande, så bølgerne har let ved at slå ind over pladsen.